# Sambéra
Sambéra ist eine Landgemeinde im Departement Dosso in Niger.

## Geographie

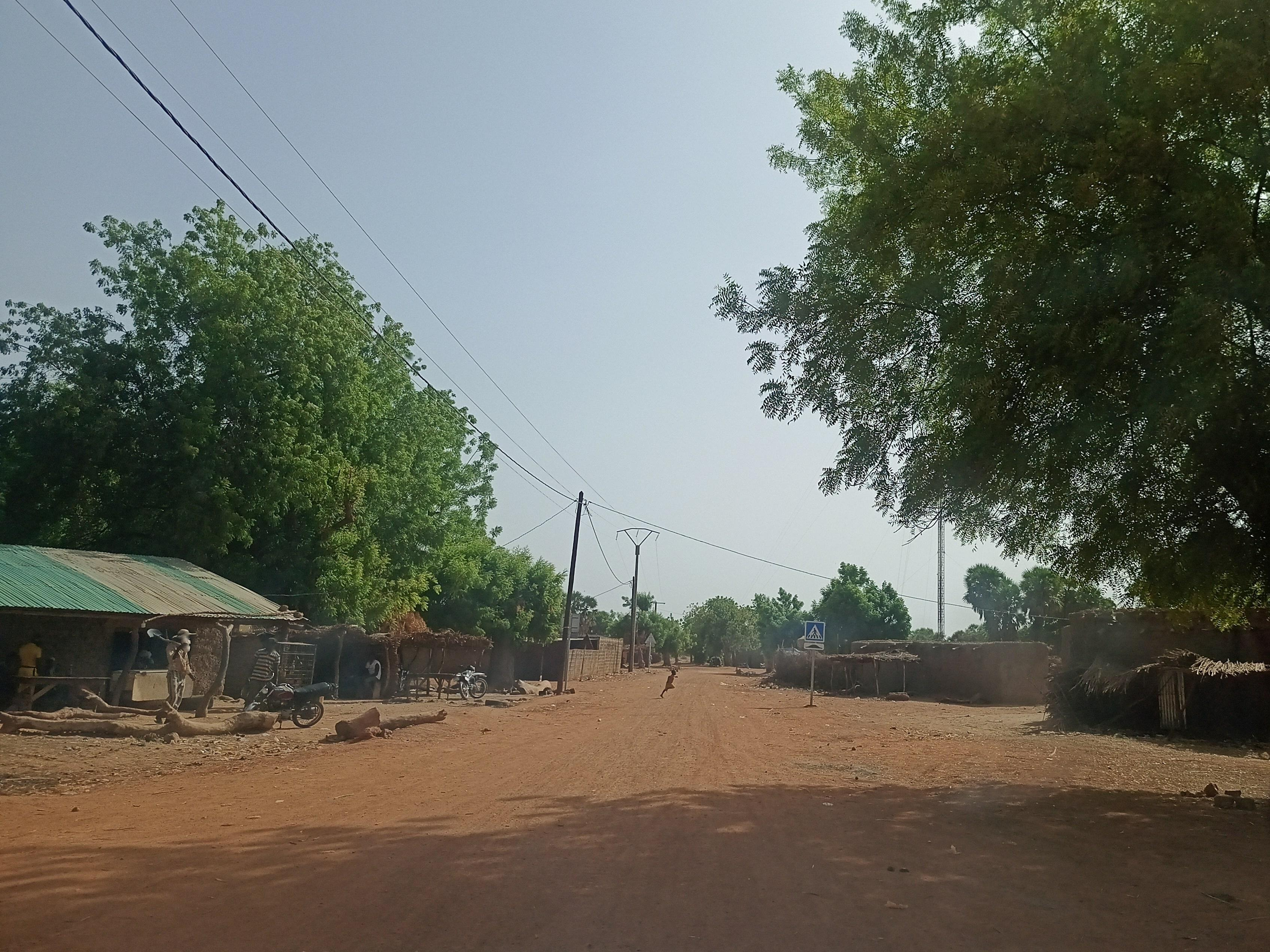
Ortszentrum des Gemeindehauptorts Sambéra (2023)

Sambéra liegt am Fluss Niger in der Großlandschaft Sudan und grenzt im Südwesten an der Nachbarstaat Benin. Die Nachbargemeinden in Niger sind Falmey im Nordwesten, Gollé im Norden, Yélou im Osten und Tanda im Südosten. Bei den Siedlungen im Gemeindegebiet handelt es sich um 53 Dörfer, 57 Weiler und 44 Lager. Der Hauptort der Landgemeinde ist Sambéra.
Ein am Fluss gelegener Teil der Gemeinde gehört zum nach der Ramsar-Konvention geschützten Feuchtgebiet am mittleren Niger. Die Forêt classée de Koulou ist ein 2060 Hektar großes unter Naturschutz stehendes Waldgebiet im Gemeindegebiet von Sambéra. Die Unterschutzstellung erfolgte 1948. Bis auf einen kleinen Abschnitt im Osten liegt die Gemeinde im Dosso-Reservat, einem 306.500 Hektar großen Naturschutzgebiet, das 1962 als Pufferzone zum Nationalpark W eingerichtet wurde.

## Geschichte
Sambéra wurde Ende des 19. Jahrhunderts von Zarma gegründet, die das Gebiet zwischen der Stadt Dosso und dem Fluss Niger besiedelten. Der Name Sambéra kommt vom Zarma-Wort sambérou, das einen Baum bezeichnet. Die französische Kolonialverwaltung gründete 1920 einen Kanton Sambéra, der jedoch 1940 aufgelöst und dem Kanton Dosso angeschlossen wurde. Die Landgemeinde Sambéra entstand als Verwaltungseinheit bei einer landesweiten Verwaltungsreform 2002. Dabei wurde das Gebiet des Kantons Dosso auf elf Gemeinden aufgeteilt. Im Jahr 2009 versuchten Überschwemmungen materielle Schäden, von denen rund 1300 Einwohner unmittelbar betroffen waren.

## Bevölkerung
Bei der Volkszählung 2012 hatte die Landgemeinde 50.820 Einwohner, die in 5680 Haushalten lebten. Bei der Volkszählung 2001 betrug die Einwohnerzahl 36.746 in 4415 Haushalten.
Im Hauptort lebten bei der Volkszählung 2012 2360 Einwohner in 268 Haushalten, bei der Volkszählung 2001 2783 in 334 Haushalten und bei der Volkszählung 1988 1460 in 167 Haushalten.
In ethnischer Hinsicht ist die Gemeinde ein Siedlungsgebiet von Zarma, Dendi, Arawa und Fulbe.

## Politik
Der Gemeinderat (conseil municipal) hat 15 gewählte Mitglieder. Mit den Kommunalwahlen 2020 sind die Sitze im Gemeinderat wie folgt verteilt: 7 ANDP-Zaman Lahiya, 4 MPR-Jamhuriya, 2 MODEN-FA Lumana Africa, 1 PNDS-Tarayya und 1 RNDP-Aneima Banizoumbou.
Jeweils ein traditioneller Ortsvorsteher (chef traditionnel) steht an der Spitze von 52 Dörfern in der Gemeinde, darunter dem Hauptort.

## Wirtschaft und Infrastruktur

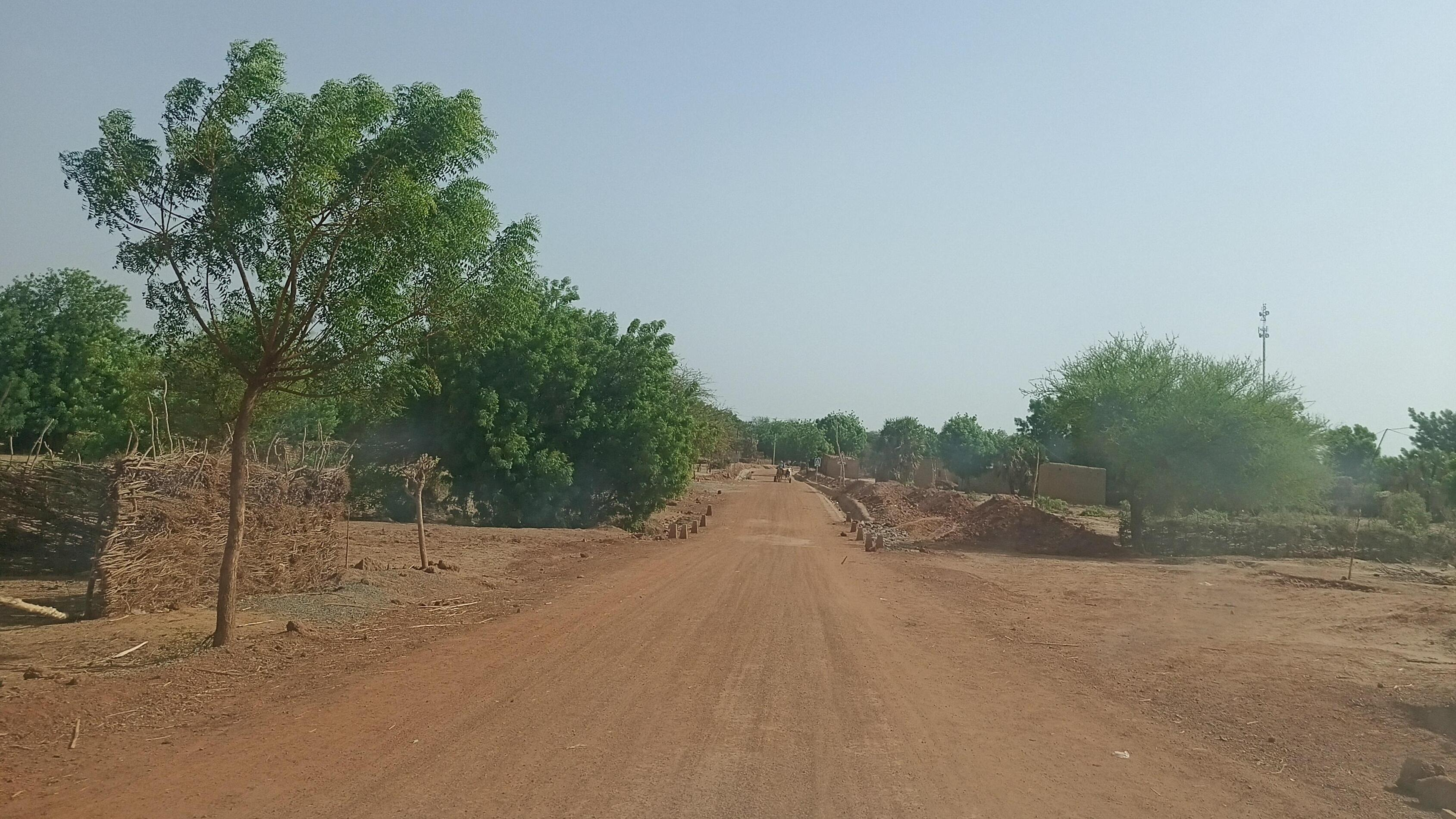
Route 344 im Gemeindehauptort Sambéra (2023)

Ackerbau und Viehzucht sind die wirtschaftlichen Eckpfeiler der Gemeinde. Sie sind durch häufige Dürren und Überschwemmungen bedroht. Das staatliche Versorgungszentrum für landwirtschaftliche Betriebsmittel und Materialien (CAIMA) unterhält eine Verkaufsstelle im Hauptort. Die Niederschlagsmessstation im Hauptort liegt auf 180 m Höhe und wurde 1977 in Betrieb genommen.
Gesundheitszentren des Typs Centre de Santé Intégré (CSI) sind im Hauptort sowie in den Siedlungen Bangaga Rimaïbé, Fakarabéri und Ounna vorhanden. Der CEG Sambéra und der CEG Ounna sind allgemein bildende Schulen der Sekundarstufe des Typs Collège d’Enseignement Général (CEG). Beim Centre de Formation aux Métiers de Sambéra (CFM Sambéra) handelt es sich um ein Berufsausbildungszentrum.
Durch den Westen der Gemeinde, in der Nähe des Flusses Niger, verläuft die Nationalstraße 35 zwischen Gaya und Winditane. Der Hauptort Sambéra ist über die Route 344 mit der Nationalstraße 7 in Guito Do verbunden. Im Dorf Ounna zweigt die Route 349 nach Dosso von der Nationalstraße 35 ab.